# Месхи, Бесарион Чохоевич
Бесарион (Бесик) Чохоевич Месхи (род. 10 августа 1959) — российский учёный, ректор Донского государственного технического университета (ДГТУ) с 2007 года, доктор технических наук (2004), профессор (2006), академик РАО (2024, член-корреспондент с 2021) и РАХ (2024, член-корреспондент с 2023). Член Национальной академии наук Грузии. Член Центрального совета Всероссийского общества изобретателей и рационализаторов.

## Биография
Родился 10 августа 1959 г. в селе Читацкари Зугдидского района Грузинской ССР (ныне — Республика Грузия).
В 1976 г. окончил среднюю школу.
В 1977—1979 гг. проходил службу в войсках ПВО в Волгоградской области.
В 1980 г. поступил в Ростовский-на-Дону институт сельскохозяйственного машиностроения (РИСХМ, ныне — Донской государственный технический университет, ДГТУ), который окончил в 1985 г. по специальности «Автоматизация сельскохозяйственного производства» (квалификация — «инженер-электромеханик»).
С 1982 г. совмещал учёбу и работу в научно-исследовательском отделе РИСХМа.
В 1990—2002 гг. — проректор по административно-хозяйственной части, а с 2002 г. по 2007 г. — проректор по административно-хозяйственной работе и капитальному строительству ДГТУ.
С 2007 г. — профессор, заведующий кафедрой «Безопасность жизнедеятельности и защита окружающей среды».
В 2007 г. избран ректором ДГТУ (5 апреля 2017 г. коллективом работников и обучающихся ДГТУ переизбран на эту должность сроком на 5 лет).
Под руководством Бесариона Месхи ДГТУ стал опорным вузом Ростовской области. 20 ноября 2015 года Учёный совет Ростовского государственного строительного университета (РГСУ) проголосовал за объединение с ДГТУ и за участие в конкурсе на создание опорного многопрофильного регионального университета. 12 января 2016 г. РГСУ официально стал структурным подразделением ДГТУ и стал именоваться Академией строительства и архитектуры ДГТУ. 25 января 2016 г. экспертный совет Минобрнауки РФ одобрил список из 11 вузов, в число которых входил ДГТУ, на получение государственного финансирования в рамках программы создания опорных университетов.

## Санкции
6 марта 2022 года после вторжения России на Украину подписал письмо в поддержку российской агрессии. С 9 июня 2022 года находится под персональными санкциями Украины за поддержку войны. Также был внесён ФБК в список коррупционеров и разжигателей войны за поддержку нападения на Украину, 16 марта 2022 года форумом свободной России внесён в «Список Путина» и доклад «поджигателей войны» с предложением введения против него международных санкций.

## Общественная деятельность
Б. Ч. Месхи— активный общественный деятель в Ростове-на-Дону и регионе.
Депутат Законодательного Собрания VI созыва. Избран в составе списка кандидатов, выдвинутого Ростовским региональным отделением Всероссийской политической партии «Единая Россия» .
Входит в ряд общественных организаций. До 2021 года был председателем Общественного совета при Комитете по молодёжной политике Ростовской области.
Состоит председателем:
- Совета ректоров вузов Ростовской области
- Общественного совета при Министерстве промышленности и энергетики Ростовской области
- Общественного совет при УМВД по г. Ростову-на-Дону.

Состоит членом:
- Президиума Российского союза ректоров
- Президиума Южного научного центра Российской академии наук
- Центрального совета Всероссийского общества изобретателей и рационализаторов.
- Союза работодателей Ростовской области
- Президиума государственной экзаменационной комиссии Ростовской области
- Общественной палаты Ростовской области
- Общественной палаты города Ростова-на-Дону
- Попечительского совета Международной ассоциации студенческого телевидения
- Экспертного совета Агентства стратегических инициатив
- Совета Ассоциации инженерного образования России
- Союза машиностроителей России
- Ростовского областного комитета Профсоюза работников народного образования и науки РФ

Входит в состав комиссий:
- Антитеррористическая комиссия при Правительстве Ростовской области
- Антинаркотическая комиссия при Правительстве Ростовской области
- Антикоррупционная комиссия при Правительстве Ростовской области
- Областная комиссия по наградам и поощрениям

## Научные интересы
- Обеспечение безопасных условий труда технологического оборудования для механической обработки на стадии его проектирования;[источник не указан 1030 дней]
- Изучение условий труда, причин производственного травматизма и профессиональных заболеваний в производственных процессах крупных предприятий города и в строительстве;[источник не указан 1030 дней]
- Разработка инженерно-эргономических требований в области человеко-машинных взаимодействий и их оперативной реализации;[источник не указан 1030 дней]
- Изучение методов проектирования технических систем безопасности жизнедеятельности с учётом человеческого фактора.[источник не указан 1030 дней]

В 2003 г. получил ученое звание доцента, в 2006 г. — ученое звание профессора.
Профессор Месхи Б. Ч. — ученый в области технологической и промышленной безопасности, руководит научной школой, специализирующейся на теории и методах комплексного обеспечения безопасности труда машиностроительных производств и технологического оборудования при его проектировании.

## Диссертации
- Кандидатская — «Улучшение условий труда операторов комбайнов за счет снижения шума и вибрации» (Ростов-на-Дону, 1999);
- Докторская — «Улучшение условий труда рабочих, занятых в обслуживании металло- и деревообрабатывающих станков прерывистого резания» (Санкт-Петербург, 2004).

## Краткий список наград
Государственные награды:
- Медаль ордена «За заслуги перед Отечеством» I и II степени (2000 г. и 2006 г.)
- Лауреат премии Правительства РФ в области образования (2009 г.)
- Благодарность президента Российской Федерации (2013 г.)

Награды Аппарата полномочного представителя президента РФ в ЮФО:
- Благодарственное письмо полномочного представителя президента РФ в Южном федеральном округе (2010 г.)

Награды Ростовской области:
- Благодарственное письмо министерства общего и профессионального образования Ростовской области (2007 г.)
- Благодарственное письмо Главы Администрации (Губернатора) Ростовской области (2010 г.)
- Благодарственное письмо Министерства культуры РО (2011 г.)
- Благодарственное письмо Министерства общего и профессионального образования Ростовской области (2013 г.)
- Благодарственное письмо Министерства общего и профессионального образования Ростовской области (2013 г.)
- Знак Губернатора Ростовской области «За милосердие и благотворительность» (2014 г.)
- Медаль ордена «За заслуги перед Ростовской областью» (2014 г.)
- Почетная грамота Законодательного собрания Ростовской области (2014 г.)

Награды города Ростова-на-Дону:
- Почетная грамота мэра города Ростова-на-Дону (2004 г., 2005 г., 2009 г.)
- Благодарность мэра города Ростова-на-Дону (2010 г.)
- Благодарственное письмо Администрации города Ростова-на-Дону (2010 г.)
- Благодарственное письмо мэра города Ростова-на-Дону (2010 г.)
- Почетная грамота Ростовской-на-Дону Городской думы и Администрации города Ростова-на-Дону (1999 г.)
- Благодарственное письмо мэра города Ростова-на-Дону (2011 г.)
- Благодарность мэра города Ростова-на-Дону (2011 г.)

Награды Патриарха Московского и Всея Руси:
- Медаль русской Православной церкви Преподобного Сергия Радонежского I степени (2009 г.)

Награды Главы Донской митрополии:
- Знак личной благодарности Главы Донской митрополии «Благословляю и благодарю» (2013 г.)

## Основные публикации
Опубликовал более 260 научных работ, в том числе 30 монографий, 10 статей в изданиях WoS и Scopus; индекс Хирша — 13. Получил 5 авторских свидетельств, дипломов, патентов и лицензий.
Публикации в базах Scopus и WoS
- Meskhi, B.Ch. Metal-polymer slip bearings with a porous matrix and polyamide inserts in the frictional surfaces / Meskhi, B.Ch., Zoriev, I.A. // Russian Engineering Research — 2009, № 29 (5), pp. 500–502.
- Meshi, B.C. Edge and substrate-induced bandgap in zigzag graphene nanoribbons on the hexagonal nitride boron 8-ZGNR/h-BN(0001) / Meshi, B.C., Ilyasov, V.V., Nguyen, V.C., Ershov, I.V., Nguyen, D.C. // AIP Advances — 2013, № 3 (9), art. no. 092105.
- Meshi, B.C. Tuning the band structure, magnetic and transport properties of the zigzag graphene nanoribbons/hexagonal boron nitride heterostructures by transverse electric field / Meshi, B.C., Ilyasov, V.V., Nguyen, V.C., Ershov, I.V., Nguyen, D.C. // Journal of Chemical Physics — 2014, № 141 (1), art. no. 014708.
- Meskhi, B. Ch. Cyclone with controlled parameters and self-emptying bin for air dedusting in machine building plants / Meskhi, B.Ch., Buligin, Y.I., Alexeenko, L.N. // Applied Mechanics and Materials — 2014, № 682, pp. 46–52.
- Meshi, B.C. Semiconductor-halfmetal-metal transition and magnetism of bilayer graphene nanoribbons/hexagonal boron nitride heterostructure // Meshi, B.C., Ilyasov, V.V., Nguyen, V.C., Ershov, I.V., Nguyen, D.C. // Solid State Communications — 2014, № 199, pp. 1–10.
- Meshi, B.C. Magnetism and transport properties of zigzag graphene nanoribbons/hexagonal boron nitride heterostructures / Meshi, B.C., Ilyasov, V.V., Nguyen, V.C., Ershov, I.V., Nguyen, D.C. // Journal of Applied Physics — 2014, № 115 (5), art. no. 053708.
- Meskhi, B.C. Model of creation and management of the process of technological projects development / Meskhi, B.C., Izotov, M.A., Knyazeva, Y.S., Simonyan, T.V. // European Research Studies Journal — 2016, № 19 (2 Special Issue), pp. 135–143.
- Meskhi, B.C. Formation of the system of management of supporting university on the basis of strengthening of communication component / Meskhi, B.C., Izotov, M.A., Knyazeva, Y.S., Simonyan, T.V. // European Research Studies Journal — 2016, № 19 (2 Special Issue), pp. 64–70.
- Meshi, B.C. First-principles study of the structural and electronic properties of graphene absorbed on MnO(1 1 1) surfaces / Meshi, B.C., Ilyasov, V.V., Popova, I., Ershov, I.V., Hieu, N.N., Nguyen, C.V. // Computational and Theoretical Chemistry — 2016, № 1098, pp. 22–30.
- Meskhi B.Ch. Modulation the band structure and physical properties of the graphene materials with electric field and semiconductor substrate // Meskhi B.Ch., Ilyasov V.V., Nguyen V. Chuong, Ershov I.V., Popova I.G., Nguyen D. Chien, // Springer Proceedings in Physics — 2016, № 175, pp. 279–297.